# Erik Ode
Erik Ode est un acteur, réalisateur et scénariste allemand, né le 6 novembre 1910 à Berlin (Allemagne) et mort le 19 juillet 1983 à Kreuth-Weißach (Allemagne).

## Biographie
- Né sous le nom Fritz Erik Signy Odemar.
- Marié à l'actrice Hilde Volk de 1942 jusqu'à sa mort.

## Filmographie

### Acteur

#### Télévision

##### Série télévisée
- 1963 : Meine Frau Susanne : Fahrlehrer Lorenz (saison 1, épisode 9)
- 1964 : Das Kriminalmuseum :  Bachmayr
- 1965-1966 : Die Fünfte Kolonne : agent Walter (saison 3, épisode 6 et saison 4, épisode 2)
- 1965 : Das Kriminalmuseum
- 1966 : Das Kriminalmuseum : commissaire Zobel
- 1968 : Der Mann, der keinen Mord beging
- 1969-1976 : Der Kommissar : commissaire Herbert Keller
- 1972 : Alexandre Bis (Alexander Zwo) : commissaire de la criminelle van Heygst
- 1977 : Sonne, Wein und harte Nüsse

##### Téléfilm
- 1961 : Rosen für Marina
- 1964 : Wachet und singet
- 1964 : Spätsommer : Frank Hacklow
- 1966 : Der Schwarze Freitag : sénateur O'Keefe
- 1967 : Tagebücher
- 1974 : Treffpunkt Herz
- 1979 : Die Geisterbehörde
- 1980 : Pygmalion
- 1982 : Schuld sind nur die Frauen

### Réalisateur

#### Cinéma
- 1950 : Herrliche Zeiten (de)
- 1950 : Scandale à l'ambassade (de) (Skandal in der Botschaft)
- 1952 : Le Pays du sourire (de) (Das Land des Lächelns)
- 1952 : Der Kampf der Tertia
- 1953 : So ein Affentheater (de)
- 1953 : Parade des succès (de) (Schlagerparade)
- 1954 : Le Premier Baiser (Der erste Kuß)
- 1954 : Dix à chaque doigt (An jedem Finger zehn)
- 1955 : Heldentum nach Ladenschluß (de)
- 1955 : Musique pour vous (de) (Wunschkonzert)
- 1955 : Musique dans le sang (de) (Musik im Blut)
- 1956 : Les mensonges ont de jolies jambes (Lügen haben hübsche Beine)
- 1956 : Le Mari modèle (de) (Der Mustergatte)
- 1957 : Ainsi sont les femmes (de) (Einmal eine große Dame sein)
- 1957 : Les Chansons de l'été (de) (Liebe, Jazz und Übermut)
- 1957 : Un soir à la Scala (de) (Und abends in die Scala)
- 1958 : Ohne Mutter geht es nicht
- 1958 : Révolte au music-hall (de) (Scala – total verrückt)
- 1959 : Was eine Frau im Frühling träumt
- 1959 : Si mon grand frère savait ça ! (Wenn das mein großer Bruder wüßte)
- 1960 : La Parade des succès (Schlagerraketen – Festival der Herzen)
- 1961 : Aujourd'hui nous faisons la bombe (de) (Heute gehn wir bummeln)

#### Télévision

##### Série télévisée
- 1963 : Meine Frau Susanne
- 1967 : Förster Horn
- 1967 : Liebesgeschichten (1 épisode)
- 1970-1974 : Der Kommissar (série télévisée) (saison 2, épisode 10 / saison 2, épisode 13 / saison 6, épisode 3)
- 1977 : Sonne, Wein und harte Nüsse
- 1979-1980 : Inspecteur Derrick (Derrick) (saison 6, épisode 11 et saison 7, épisode 10)

##### Téléfilms
- 1956 : Bestseller
- 1957 : Eine Grosse Liebe
- 1959 : Die Liebe des Jahres
- 1960 : Das Fenster zum Flur
- 1961 : Bubusch
- 1962 : Theorie und Praxis
- 1963 : Feuerwerk
- 1963 : Das Ende vom Anfang
- 1963 : Herr Lamberthier
- 1963 : Fräulein, schreiben sie!
- 1964 : Der Kaiser vom Alexanderplatz
- 1965 : Wolken am Himmel
- 1965 : Mrs. Cheney's Ende
- 1965 : Ein Ehemann vor der Tür
- 1967 : Crumbles letzte Chance
- 1967 : Keine Leiche ohne Lily
- 1977 : Preussenkorso 45-48

### Scénariste
- 1957 : Eine Grosse Liebe (téléfilm)
- 1958 : Révolte au music-hall (de) (Scala – total verrückt)

## Distinctions

### Récompenses
- Récompensé 4 fois aux Bambi Awards, en 1970, 1971, 1972 et 1975.
- 1973 : Golden Camera.

### Nomination
- 1981 : 3e au Golden Camera.